# Elin Hansson
Elin Viktoria Hansson (* 7. August 1996 in Nacka) ist eine schwedische Handballspielerin, die dem Kader der schwedischen Nationalmannschaft angehört.

## Karriere
Elin Hansson erlernte das Handballspielen beim schwedischen Verein Skuru IK. Mit der Juniorinnenmannschaft von Skuru wurde sie im Jahr 2013 schwedische Vizemeisterin. Während ihrer Jugendzeit erhielt sie beim Kooperationsverein Nacka HK Spielanteile im Damenbereich. In der Saison 2015/16 lief sie erstmals für die Damenmannschaft von Skuru IK in der Elitserien auf. Zusätzlich sammelte sie weiterhin Spielpraxis bei Nacka HK. Nachdem Hansson nur noch für Skuru IK aufgelaufen war, gewann sie im Jahr 2021 die schwedische Meisterschaft sowie 2022 den schwedischen Pokal. Ab dem Sommer 2022 lief sie für den rumänischen Erstligisten SCM Râmnicu Vâlcea auf. In der Saison 2023/24 stand sie beim dänischen Erstligisten Horsens HK unter Vertrag. Anschließend wechselte Hansson zum Ligakonkurrenten Team Esbjerg.
Hansson bestritt im Jahr 2018 ihr Debüt für die schwedische A-Nationalmannschaft gegen die Ukraine. Ihre erste Turnierteilnahme mit Schweden war bei der Europameisterschaft 2020 in Dänemark. Mit der schwedischen Auswahl belegte sie den vierten Platz bei den Olympischen Spielen in Tokio. Hansson erzielte im Turnierverlauf insgesamt 28 Treffer. Bei der Weltmeisterschaft 2023, in deren Verlauf sie 13 Treffer erzielte, belegte sie mit Schweden den vierten Platz. Auch bei den im darauffolgenden Jahr stattfindenden Olympischen Spielen in Paris belegte sie mit Schweden den vierten Platz.